# Friedrich Joseph Ark
Friedrich Joseph Ark (* 30. Juni 1807 in Bonn; † 23. Februar 1878 in Aachen; vollständiger Name: Friedrich Heribert Josef Ark) war ein deutscher Architekt und Baubeamter, der von 1839 bis 1877 als Aachener Stadtbaumeister amtierte.

## Leben und Wirken
Der Sohn des Rheinschifffahrtsbeamten Peter Josef Ark (1774 Bonn – 1848 Köln) und der Elisabeth Grimbach (1779 Mülheim (heute Teil von Köln) – 1853 Aachen), Cousine des Aachener Stadtbaumeisters Adam Franz Friedrich Leydel, wurde am 23. Dezember 1826 in Köln zum Feldmesser vereidigt. Ab 1828 studierte er dann an der Bauakademie Berlin und schloss dieses Studium mit seiner Staatsprüfung zum königlichen Bau-Constructeur am 9. April 1832 ab. Einer seiner Prüfkommissare war Karl Friedrich Schinkel. Seine Zeichenübungen, seine Grundkenntnisse architektonischer Monumente und der klassischen Altertumswissenschaft waren bemerkenswert. Nach einer zwischenzeitlichen Tätigkeit als Bauleiter bei der Bezirksregierung Köln, wurde Ark nach dem Tod des Aachener Stadtbaumeisters Adam Franz Friedrich Leydel als dessen Nachfolger berufen und am 1. Februar 1839 vereidigt.
Zum Studium der technischen Einrichtungen von Krankenhäusern und Bädern reiste er Anfang 1842 nach Belgien und London, und im März und April 1843 studierte er die Lagerhäuser in Belgien, Holland und Köln. Für den Bau des Bürgerspitals am Templerbend sah er sich 1844 das Brüsseler Krankenhaus an. Für das Krankenhaus am Weingartsberg brachte er sein Wissen über die modernsten Krankenhausbauten in Hamburg, Berlin und Antwerpen auf den neuesten Stand. Deutsche Badehäuser studierte er 1852 vier Wochen lang. Im September 1856 begann seine über sechs Monate dauernde Studienreise nach Frascati, Tivoli, Neapel, Segestum, Palermo und Monreale, wo sein Hauptaugenmerk der Bauweise byzantinischer Kirchen galt.
Friedrich Joseph Arks Haupttätigkeitsgebiet in Aachen war die Planung der Kommunalbauten, wobei ihm versierte Fachkräfte wie beispielsweise die Baukondukteure Seuff und Simeon sowie Friedrich Albert Cremer während seiner Amtszeit zeitweise zur Seite standen. Aufgrund der Leitung des Bauamtes durch den beigeordneten Aachener Bürgermeister Carl Eduard Dahmen (1800–1885) wurde es Ark ermöglicht, sich nun verstärkt mit Neubauten und größeren Projekten zu befassen, wobei er sich bei der Kontrolle der Neubauvorhaben mit der königlichen Polizeidirektion abstimmen musste.
Besonderes Interesse widmete Ark darüber hinaus der Bauplastik und der bildenden Kunst; er setzte sich maßgeblich für ihren Erhalt und ihre Ausstellung ein. Kurz nach seinem Amtsantritt erhielt die Höhere Bürgerschule in Aachen, das heutige Rhein-Maas-Gymnasium Aachen, von ihm zwei Gipsabdrücke von alten Kapitellen. Im Jahr 1848 gehörte er neben Alfred Rethel zum Ausstellungs-Komitee einer Gemäldeausstellung. 1859 organisierte er selbst zur Förderung der Gründung eines Museums eine Kunstausstellung in der Neuen Redoute. Zudem stellte er in der Neuen Redoute seine Sammlung von Gipsabdrücken und Spolien diverser Kunstschätze aus.
Sein besonderes Augenmerk galt ferner der Denkmalpflege. In diesem Zusammenhang verhinderte er im Jahr 1849 den Abbruch des mittelalterlichen Marschiertors. Er setzte sich ferner maßgeblich für den Erhalt des Aachener Rathauses ein. Ebenso zählten die Reparaturen des Dachs und der Fassadenanstrich des Aachener Stadttheaters zu seinen Aufgaben. Darüber hinaus machte sich Ark um die Rekonstruktion oder den Neubau zahlreicher Kur- und Badehotels inklusive der Planung von Grünanlagen in Aachen und Burtscheid verdient. Eine weitere Amtspflicht war es, bei angeordneter Urteilsvollstreckung die Aufstellung des Prangers (1840/1843, 1844 und 1851) auf dem Marktplatz oder der Guillotine zu gewährleisten.
Während seiner 38-jährigen Tätigkeit als Aachener Stadtbaumeister erbaute Ark etwa 24 Schulen – sowohl Elementarschulen als auch separate Pfarr- und Freischulen für Jungen und Mädchen für die acht existierenden Pfarreien der Stadt Aachen. Später kamen dann als Folge der Industrialisierung des Handwerks noch einige von ihm geplante Fabrikbauten hinzu.
Als Stadtbaumeister war Ark zugleich Oberkommandant für die Feuerbekämpfung. Ihm oblag damit auch die Überwachung der Feuerlöschanlagen. Die Feuersbrunst 1835 in London veranlasste ihn, ab 1839 moderne Rettungsmaschinen anzuschaffen und unter anderem ein Spritzenhäusschen in der Alexanderstraße nahe St. Peter zu erbauen.

## Grab und Nekrologe
Beigesetzt wurde der an einem Lungenschlag (apoplektische Anfälle) verstorbene Stadtbaumeister Friedrich Joseph Ark in dem Familiengrab auf dem Aachener Ostfriedhof. Sein Grabmal wurde in Form einer Grabplatte ausgeführt. Seine Nekrologe erschienen am 11. März 1878 und am 13. März 1878 in der Augsburger Allgemeinen Zeitung, der Aachener Zeitung und im Echo der Gegenwart. Hervorgehoben wurde seine künstlerische Vielseitigkeit in der unterschiedlichen Ausführung des Aachener Krankenhauses, des Kaiserbades und der Rathaus-Restaurierung.

## Mitgliedschaften (so weit bekannt)
- 1. März 1839 Mitglied des Club Aachener Casino
- 1865 Mitbegründer und Mitglied des Archäologischen Vereins, aus dem 1879 sich der Aachener Geschichtsverein entwickelte.
- 1869–1873 Vorstandsmitglied des Karlsvereins zur Restauration des Aachener Münsters.
- Mitglied im Deutschen Architektenverein

## Ehrungen (Auswahl)
- 1858 Roter Adlerorden IV. Klasse
- 1865 Ernennung zum Baurat anlässlich der 50-Jahr-Feier der Zugehörigkeit der Rheinlande zu Preußen
- 1876 Königliche Kronenorden III. Klasse anlässlich seines 50-jährigen Dienstjubiläums
- 1876 Gedenktafel im Kaiserbad. In Latein wurde die Historie des Gebäudes vorgestellt und Ark als Baumeister genannt.
- 1876 Zu Ehren von Ark seitens der Stadt Aachen fand die Anbringung der von dem Bildhauer Gottfried Götting angefertigten Skulpturen an dem Vinzenzbrunnen des Münsterplatzes statt.

## Werke (Auswahl)
- 1836/1837: Pläne für Feuerwehr-Rettungsgeräte im Mechanic's Magazin London
- 1839–1841: Neubau des Aachener Schlachthauses am Lindenplatz (1894 durch Neubau in der Jülicher Straße ersetzt und abgerissen)
- 1839: Kostenvoranschlag für die Rensing’sche Reitbahn (Reitbahn mit 50 Ställen, seit 1882 als Turnhalle genutzt, vor 1900 Volksschule)
- 1839–1845: Kongreßdenkmal vor dem Adalbertstor

Das Denkmal erinnert an den Aachener Kongress 1818 mit Zar Alexander I. von Russland, Kaiser Franz I. von Österreich und König Friedrich Wilhelm III. von Preußen. Im Auftrag von Kronprinz Friedrich Wilhelm von Schinkel in sacellum-Form veranlasst und 1822 nach Entwürfen des Landbauinspektors Johann Peter Cremer sowie 1837 von Schinkel/Cremers ausgearbeitet, erfolgte 1839 die Übertragung der Weiterführung an Ark. 1841 wurde Bauunternehmer Andreas Hansen mit der Ausführung beauftragt.
- 1839 und 1845: Gutachten über Bauschäden am Aachener Elisenbrunnen

(Zinkdach-Oxidation, Vermoderung des Eichen-Dachgebälks der Rotunde u. a.)
- 1840: Entwurf für das Hauptzollamt (nicht ausgeführt, stattdessen nach Entwurf von Cremer am Bahnhofsplatz gebaut)
- 1840: Fertigstellung des von Leydel 1836 begonnenen Belvederes auf dem Lousberg (nicht erhalten)

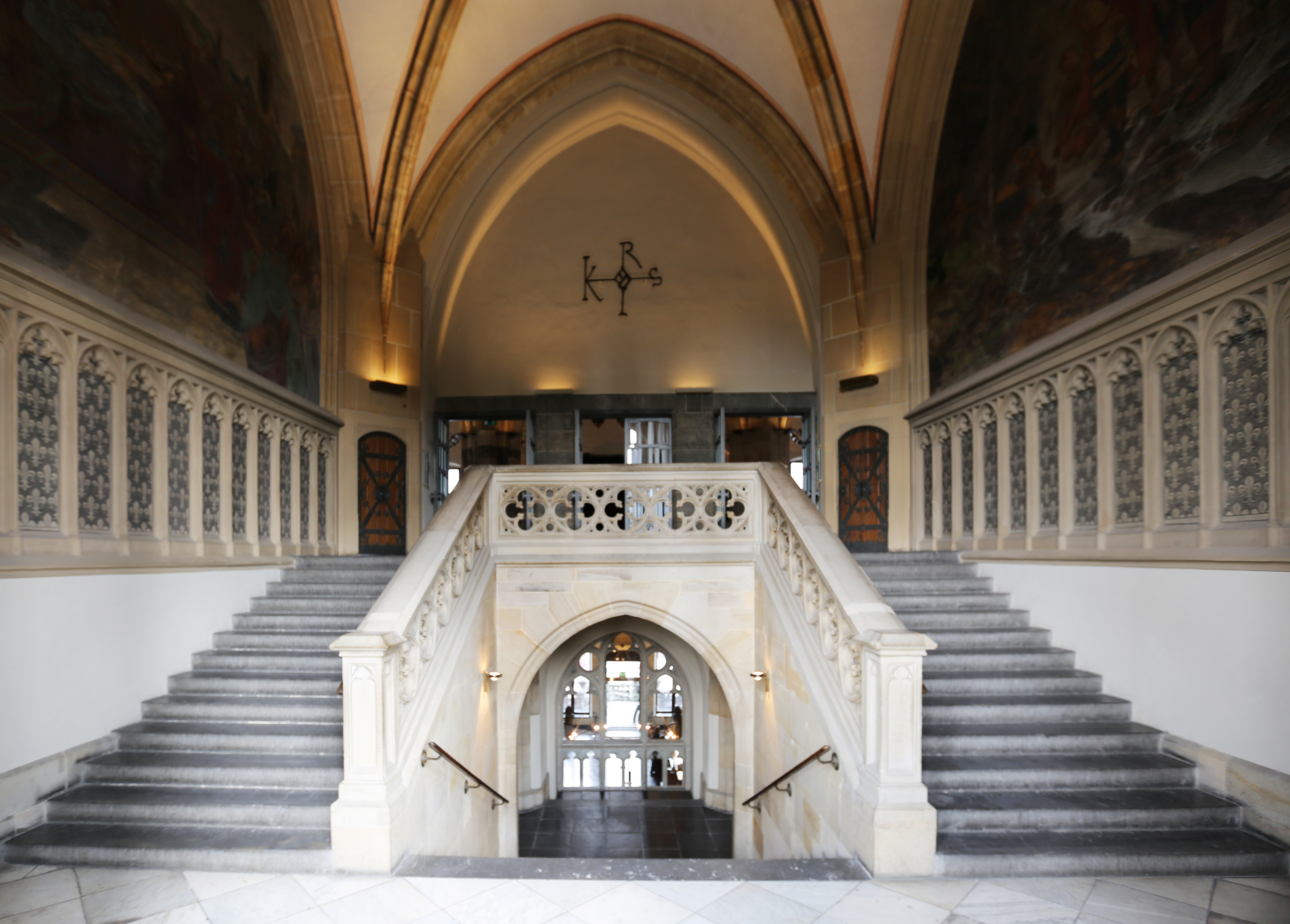
Ark’sches Treppenhaus von 1840

- 1840–1865: Restaurierung des Aachener Rathauses
- 1841: Erweiterung des Ostfriedhofs
- 1841: Empfangslokal für Steuereinnahme am Ponttor

Der Bau entstand nach einem durch Ark modifizierten Plan von Cremer.
- 1841: Entwurf für eine gusseiserne Brücke und Kostenvoranschläge für Ruhebänke an der Promenade vor dem Adalbertstor
- 1841–1843: Renovierung der Neuen Redoute zwecks Einrichtung einer Spielbank

(Parkettboden im Ballsaal, Marmorplatten im Treppenhaus und dem Vestibül, Öfen)
- 1842: vierklassige Freischule mit Lehrerwohnung im zweiten Obergeschoss

der 1837 von Kommunalbaumeister Habes erbauten zweigeschossigen Pfarrschule der Kreuzpfarre
- 1842: Freischule der Peterspfarre

(dreigeschossig, fast quadratisch, mit Satteldach; 1925 als Eigentum der Pfarrei zum Jugendheim mit Pfarrsaal umgenutzt, im Zweiten Weltkrieg ausgebrannt, 1946 abgerissen)
- ab 1842: Kostenvoranschlag für Umbaumaßnahmen am Elisenbrunnen

(Bäume, zwei Springbrunnen, transportables Musikzelt, eisernes Abschlussgitter; außer den seitlich dicht am Gebäude stehenden Bäumen gemäß Schinkels Entwurf; nicht realisiert)
- 1843, 1847, 1858, 1860 Entwurf für ein Städtisches Lagerhaus

(nicht ausgeführt, trotzdem erfolgte 1847 die Benennung der Lagerhausstraße)
- 1843: Entwurf einer Erweiterung für die Höhere Bürger- und Gewerbeschule
- 1845: Erweiterungsbau für die Höhere Bürger- und Gewerbeschule
- 1843/1845: Freischule der Adalbertspfarre

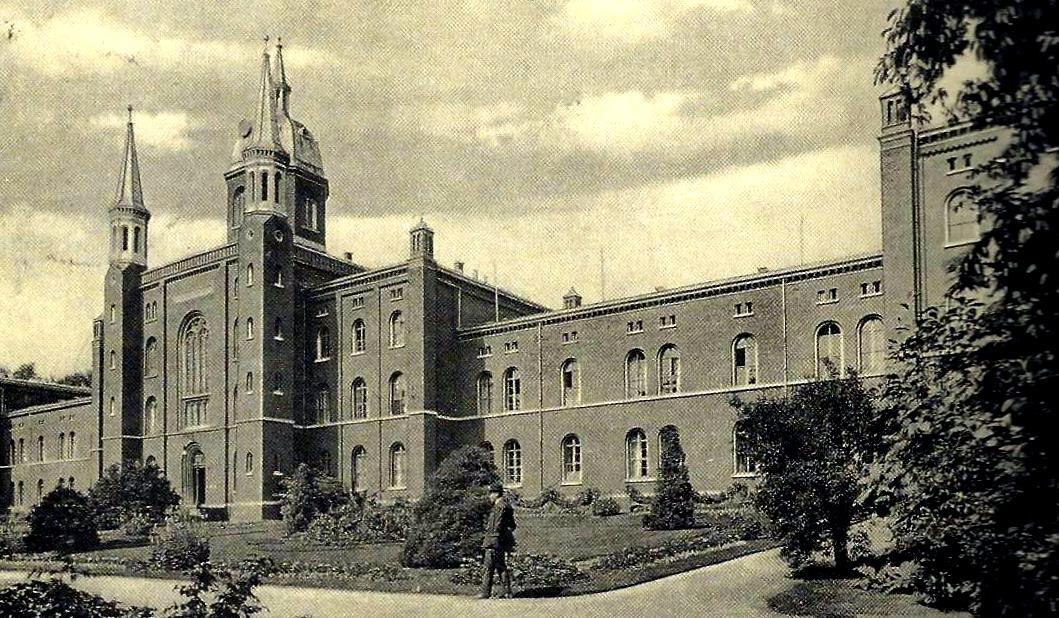
Ehemaliges Maria-Hilf-Hospital Aachen

- 1844/1848–1855: Maria-Hilf-Spital im heutigen Kurpark Aachen

194 abgerissen zugunsten des Baus des Neuen Kurhauses Aachen
- 1845: Umbau des Club Aachener Casino, Theaterplatz 7

In Zusammenarbeit mit Cremer wurde das von dem Architekten Imhaus 1838 erbaute Gebäude umgebaut. Arks Entwurf für einen alternativen Neubau in der Peterstraße wurde nicht realisiert.
- 1845: Umbau des Waisenhauses an der Pontstraße (Rundbogenportal von Ark entworfen)
- 1845: Neubau Haus Birnbaum, Markt 23

(Ark zugeschrieben; drei Geschosse, vier Achsen, zwei Eingänge, jedoch untypisches Walmdach und enge Fensterstellung)

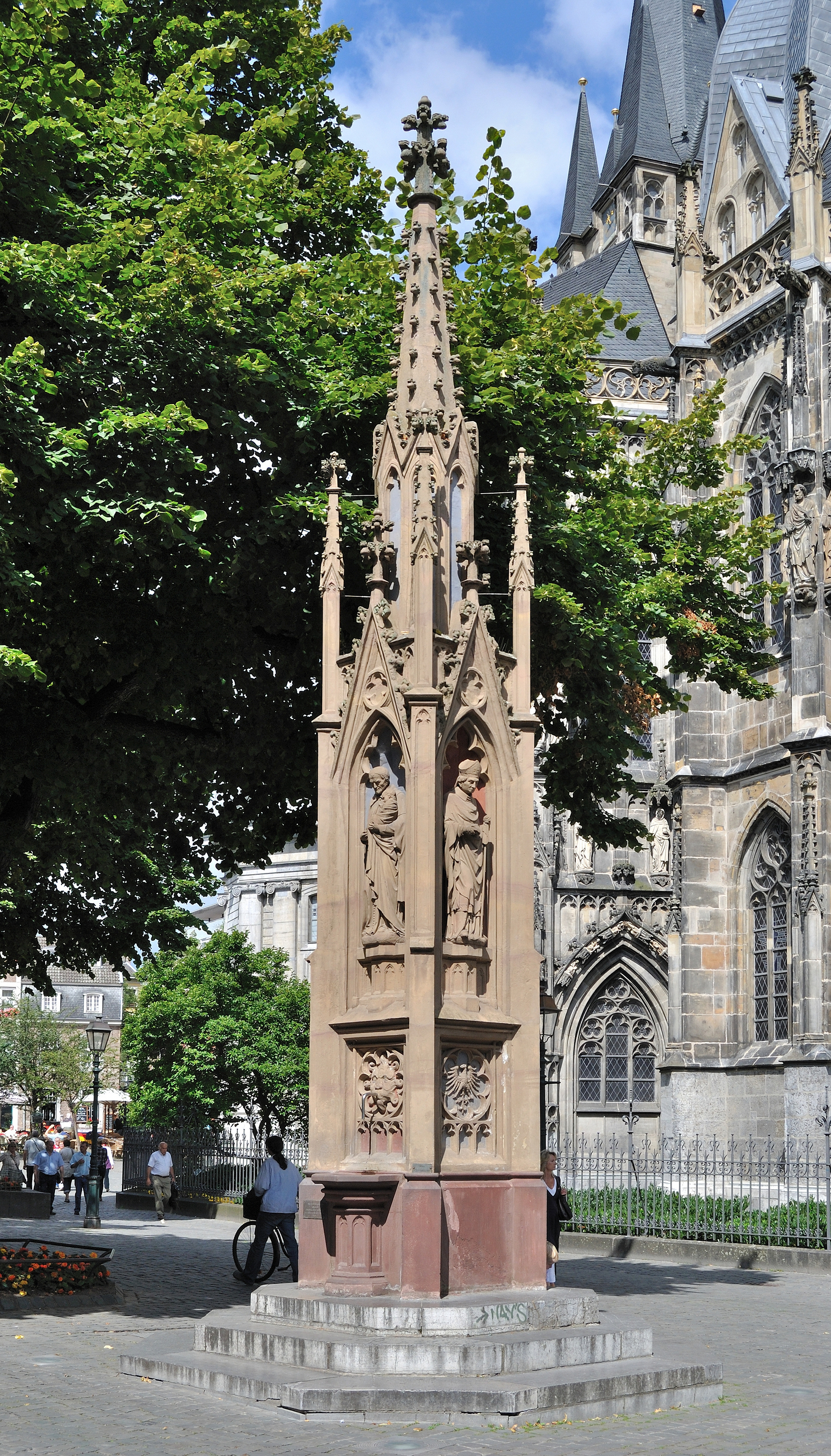
Vinzenzbrunnen

- 1845–1847: Laufbrunnen auf dem Münsterplatz, Vinzenzbrunnen

(aus Heilbronner Sandstein, „Kabinettstück neugotischer Baukunst“, nach dem Vorbild des gusseisernen Mahnmals an die Freiheitskriege von Schinkel 1820 auf dem Kreuzberg in Berlin)
- 1849: Entwurf für einen Umbau der Alten Redoute in der Komphausbadstraße 11 zur Spielbank (nicht ausgeführt)
- 1849–1851: Bonn, Villa Bluhme (zugeschrieben)
- 1849/1851–1852: Komphausbad
- 1849–1852: Überwachung der Turm-Stützungsarbeiten an der St.-Foillan-Kirche
- nach 1850: Suermondt-Wohnhaus, Harscampstraße (zugeschrieben)
- 1851–1854: Pfarrhaus St. Michael, Jesuitenstraße (im Zweiten Weltkrieg zerstört)
- 1851–1854: Umbau des Großen Hauses von Aachen, dem Haus Pontstraße 13 zur Polizeidirektion mit Gefängnis

(1910 ersetzt durch das neu erbaute Polizeipräsidium in der Kasernenstraße)
Haus Pontstraße 13 ist das zweitälteste Haus in Aachen. Es stammt aus dem Jahre 1495 und fungiert heute als Internationales Zeitungsmuseum.
- 1851: Trinkbrunnen in der Peterstraße (seit den 1960er Jahren außer Funktion)
- 1852: Torwächterhaus am Sandkaultor
- 1852: Entwurf einer Pfarrschule II für St. Adalbert
- 1852: Entwurf für ein Café-Restaurant im Westpavillon des Elisenbrunnens
- 1852: zwei Entwürfe für die Erweiterung des Kolonnadengebäudes des Elisenbrunnens zur rückwärtigen Gartenfront

(nicht ausgeführt, zu diesem Vorhaben existiert ein Konkurrenzentwurf des Brüsseler Architekten Jean-Pierre Cluysenaar)
- 1852–1855: Markthalle am Hühnermarkt-Büchel

(1887 abgerissen, an dieser Stelle befindet sich heute das Büchelpalais)
- 1853–1855: Trinkbrunnen mit Wandelhalle in Burtscheid

(seit 1858 als Viktoriabrunnen bezeichnet, 1889 von Eduard Linse in seinen Kurhaus-Bau integriert)
- 1853: Kostenvoranschlag und Neubau des Salzmagazins

(30 m × 10 m große eingeschossige Halle, später Fischmarkt, 1890 abgebrochen)
- 1853 und 1868: Restaurierung der Gymnasialkirche St. Katharina in der Pontstraße

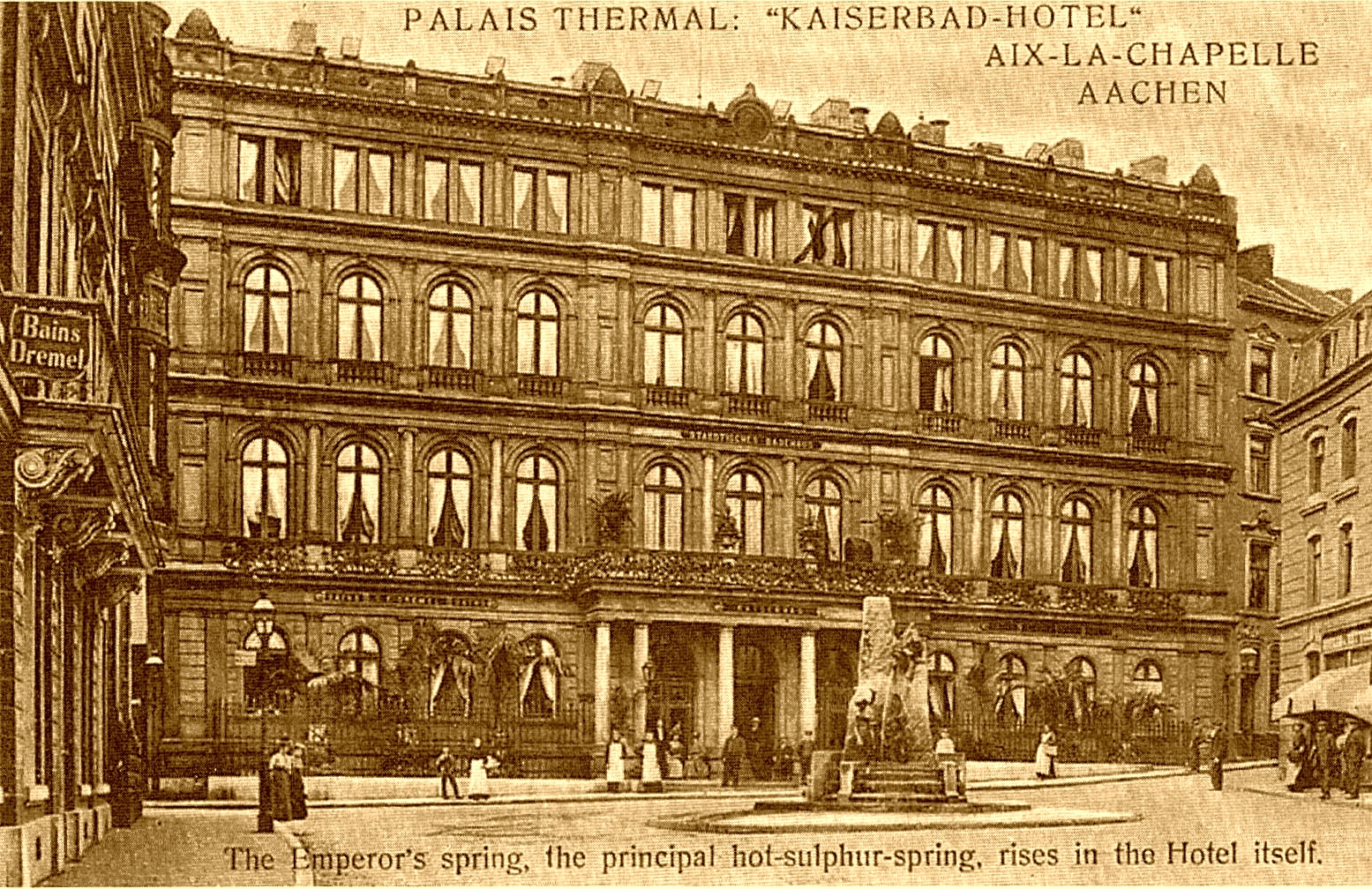
Das Kaiserbad am Büchel

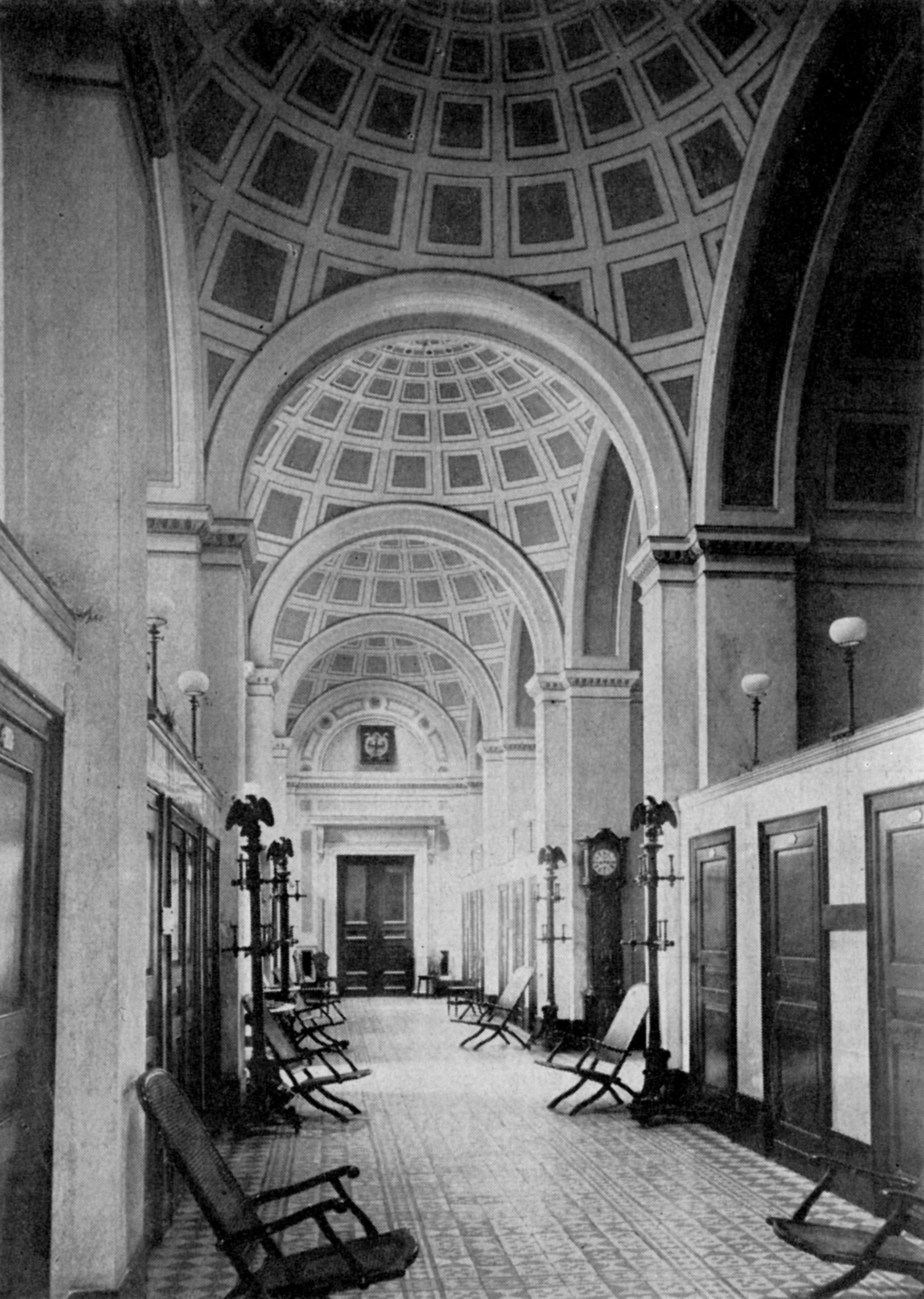
Innenansicht des Kaiserbades (Badehalle, Zustand um 1900)

- 1853/1860–1865: Kaiserbad

(Neorenaissance-Bau, an Andrea Palladio orientiert, nach schweren Kriegsschäden 1965 abgerissen). Eine Prunkbadezelle "Fürstenbad" (dessen Urheberschaft ungeklärt ist) aus dem Kaiserbad  bestehend aus zwei Kuppelgewölben mit seitlichen Anschlusstonnen und spätklassizistischen Mosaiken und Marmorverkleidung  wurde 1964 in den Neubau der Kurparkterrassen nach Burtscheid transloziert und steht heute unter Denkmalschutz.
- 1853: Renovierung und Erweiterung des Rosenbades
- 1853 und 1870: Restaurierungsmaßnahmen an der St.-Michael-Kirche in Aachen
- 1853: Entwurf für die Schule der Jakobspfarre

(inspiriert von dem Erweiterungsbau des Rosenbades, nicht ausgeführt)
- 1854: Volksbrunnen am Elisenbrunnen (zugeschrieben, achteckiger Baldachinbau aus Gusseisen)
- 1855: Entwurf für eine Armenapotheke im Grashaus (nicht ausgeführt)
- 1855: Pfarrhaus ebenda
- 1855: Umbau der Irrenanstalt im Annuntiatenhaus
- 1855: Zustandsbericht des Grashauses
- 1857–1858: Baupolizeiliches Gutachten für die von Vinzenz Statz 1859–1861 erbaute Marienkirche
- 1858: Gutachten zu den Feuerlöschgeräten des Polizei- und Gefängnisgebäudes
- 1858–1862: Arbeiten am Aachener Münster
- vor 1860: Direktionsgebäude der Aachener und Münchener, Feuerversicherungsgesellschaft, Aureliusstraße 14, ex. nicht mehr.
- 1860: Spritzenhäusschen am Gasborn
- um 1860: Torwächterhaus, Promenadenstraße
- 1860–1862: Bad zur Königin von Ungarn / Badehalle Edelstraße (zwei Seitengebäude)
- 1861: Wohnhaus Bahnhofstraße 33 (Vierfensterhaus, seit 1870 von Ark bewohnt)

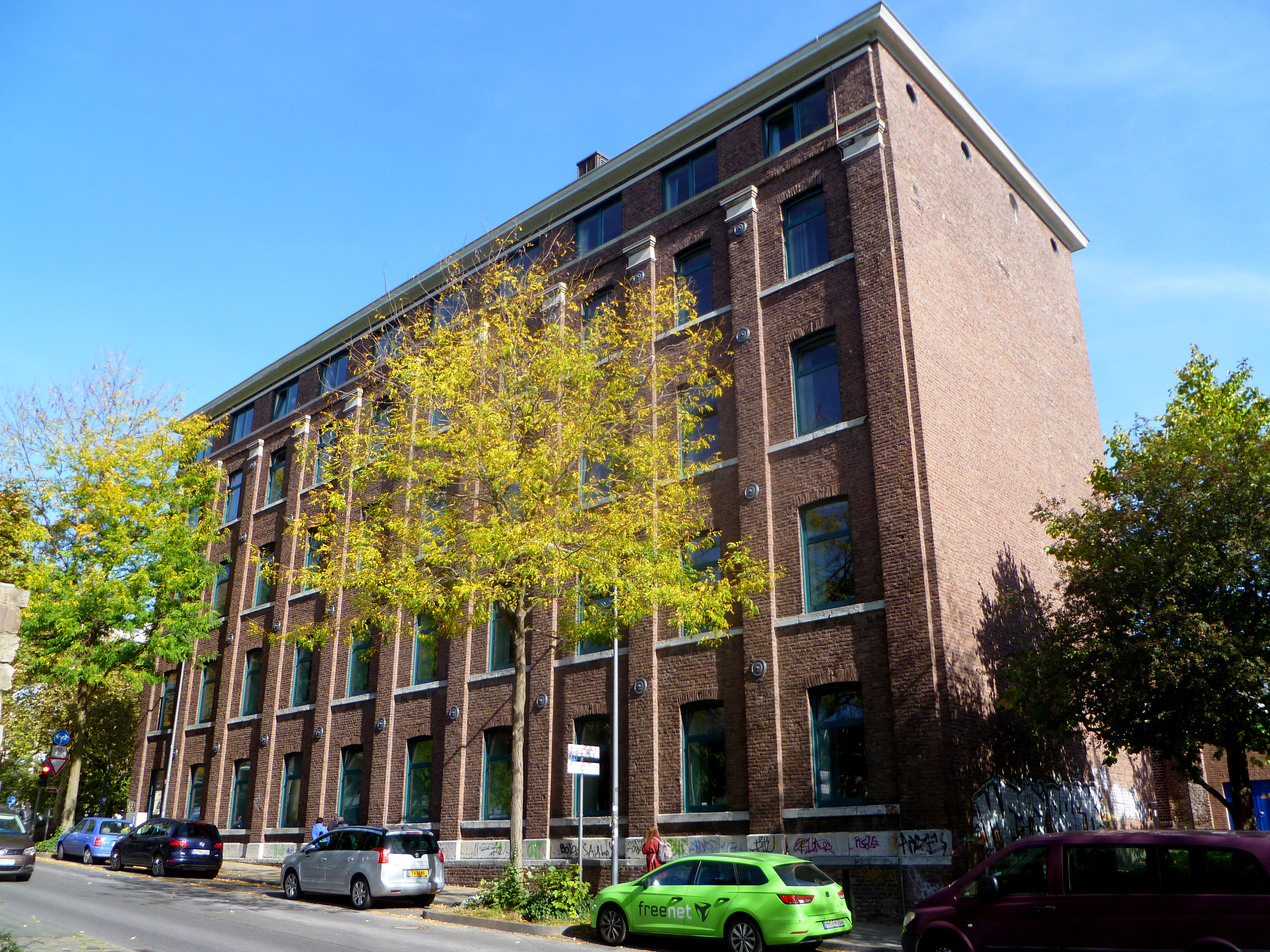
Gebäude der Tuchfabrik Marx & Auerbach, Templergraben, seit 1974 im Besitz der RWTH

- 1861: Tuchfabrik Marx & Auerbach (klassizistisch, seit 1974 Kraftfahrzeug-Institut der RWTH Aachen)
- 1862: Portalvorbau mit Emporentreppe für die St.-Peter-Kirche
- um 1862: Entwurf für den Umbau- und die Erweiterung der St.-Jakob-Kirche, nicht ausgeführt.
- 1864: Gutachten für den Bauplatz des Polytechnikums

Das Grundstück am Rehmplatz lehnte Ark ab, sein Alternativ-Vorschlag am Templerbend wurde realisiert.
- 1865: Paland'sches Haus neben dem Elisenbrunnen

(zugeschrieben, in den Obergeschossen Restaurant, Billard- und Spielsäle)
- 1865: Kreuzkapelle der St.-Peter-Kirche
- 1865: Fensterreparatur an der St.-Nikolaus-Kirche

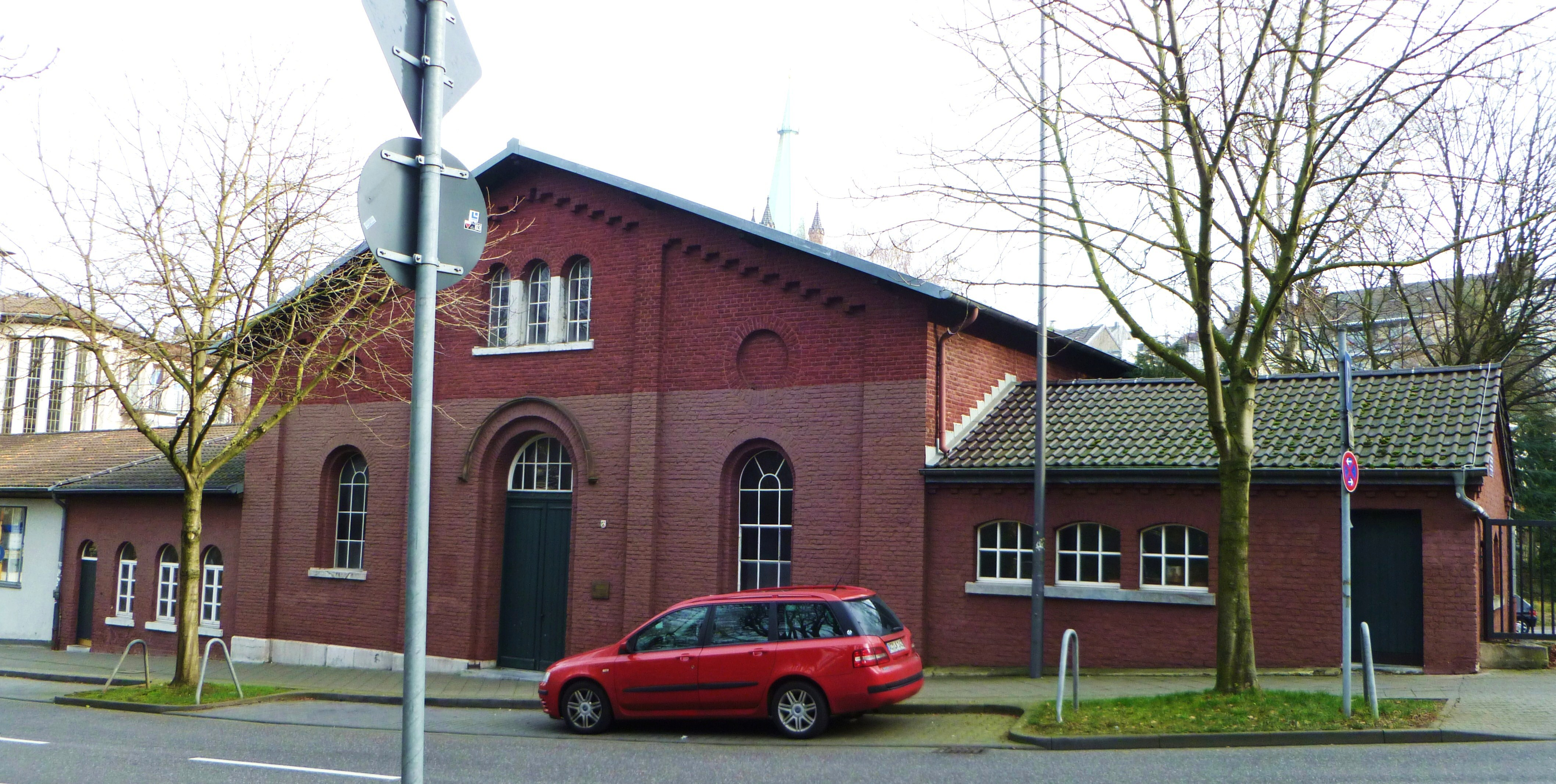
Turnhalle an der Schanz

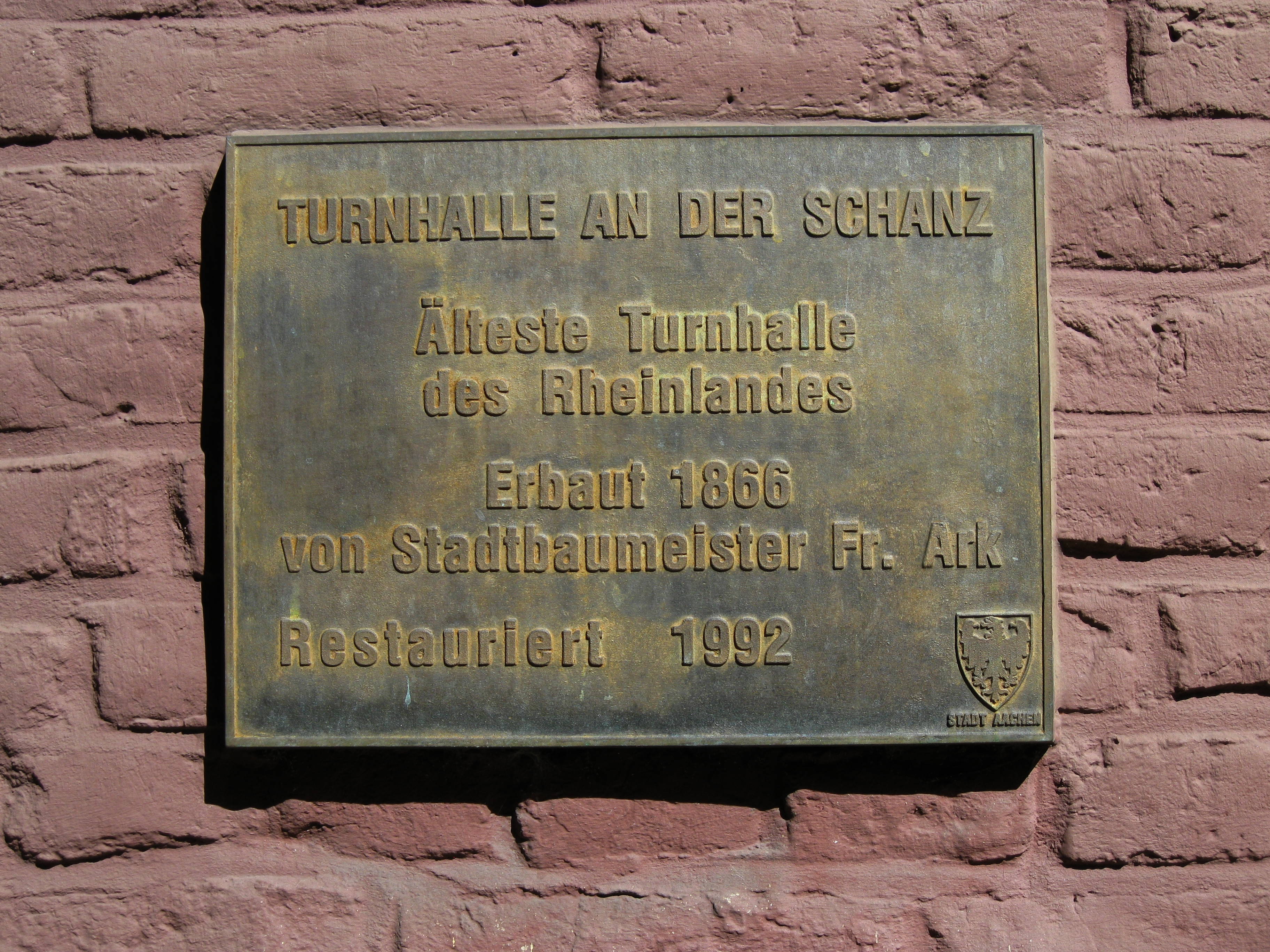
Erinnerungstafel an der von Ark errichteten Turnhalle

- 1865–1866: Kostenvoranschlag, Gutachten und Ausführung einer Turnhalle an der Schanz

seit 1816 geplant; Ziegelmauerwerk; erste Turnhalle im Rheinland; im 2.WK russische Kriegsgefangene interniert, sie schnitzten Holzflugzeuge, -tiere, u. a. für 2 Brote. 2011 fungiert die 1992 restaurierte Turnhalle als Sportstätte für Tanzvereine. Eine Tafel der Stadt Aachen erinnert an den Architekten Friedrich Joseph Ark. Das symmetrisch in basilikaler T-Form angelegte Gebäude bestehend aus einer großen Mittelhalle und zwei kleineren Anbauten ist ca. 35/40 m lang und 34 m breit. Die beiden Seitenhallen befinden sich an der Frontseite, sie durchschneiden die Mittelhalle nicht, sondern wurden separat angebaut. Dem giebelständigen Mitteltrakt schließt sich zu jeder Seite ein niedrigerer traufständiger Seitentrakt an. Ein rundbogiges Eingangsdoppelportal unter einem Drillingsfenster in der Mitte bildet mit je einem Rundbogenfenster rechts und links unter je einem Rundfenster die Front des Hauptbaus. Die Seitengebäude haben je drei niedrigere Rundbogenfenster und eine Tür. Die Mitte misst 18 m und die beiden Seitentrakte je 8 m Breite. Das Innere des Mitteltrakts überspannt ein offenes Satteldach. Der Mittelbau wird von je 7 hohen Rundbogenfenstern an den Seiten beleuchtet. Die Rückseite ist bis auf eine zugemauerte Mitteltür verklinkert.
- nach 1865: Eckhaus Suermondtplatz 12 (zugeschrieben)
- 1866: Neubau der Freischule Hl. Kreuz II
- 1866–1868: Direktorwohnung des Kaiser-Karls-Gymnasiums, Augustinerbach 9

(drei Geschosse, vier Achsen, Gewände mit Karnies architraviert, Küche im Keller, gekuppelte, blinde, jalousieartig verputzte Fenster im Giebel als Zierde, Ende der 1950er Jahre für eine Erweiterung des Gymnasiums abgerissen)
- 1867: Hebelokal für Steuer vor dem Marschiertor
- 1867: Wirtschaftsgebäude links hinter dem Elisenbrunnen
- 1872: Pfarrhaus St. Paul, Trichtergasse 8 (Ausführung durch Bauführer Krott)
- vor 1870: Villa Gründgens am Lousberg

(privater Auftraggeber, nach dem Vorbild venezianischer Renaissance-Villen, zwei Geschosse, fünf Achsen, die drei mittleren als Risalit mit Giebelbekrönung, Portikus im Erdgeschoss, mit Balustraden eingefasster Balkon mit vier Säulen toskanischer Ordnung, Obergeschoss mit ionischen Pilastern gegliedert, dunkle Sandstein-Einfassung der seitlichen Fenster in Haustein-Wänden mit Ecklisenen-Einrahmung, 1908 durch Carl Sieben umgebaut, im Zweiten Weltkrieg zerstört)
- vor 1870: Hebelokal für Steuer vor dem Ostfriedhof und auf dem Kölnsteinweg (Jülicher Straße)
- 1872–1873: Musikpavillon und Veranda im Kurgarten, Peterstraße
- 1875: Umbauprojekt Café Littéraire (Fassade und Aufstockung), Komphausbadstraße 22

(nicht ausgeführt)